# Wendlandia warburgii
Wendlandia warburgii är en måreväxtart som beskrevs av Elmer Drew Merrill. Wendlandia warburgii ingår i släktet Wendlandia och familjen måreväxter. Inga underarter finns listade i Catalogue of Life.